# A misszió
A misszió 1986-ban bemutatott brit-francia filmdráma a Guarani-háborúk során egy tizennyolcadik századi dél-amerikai jezsuita misszió történetéről. A filmet Robert Bolt írta, és Roland Joffé rendezte. 1987-ben ez a film kapta az Arany Pálmát. A főszereplők Robert De Niro, Jeremy Irons, Ray McAnally, Aidan Quinn, Cherie Lunghi és Liam Neeson. Zenéjét az olasz zeneszerző mester, Ennio Morricone komponálta, akinek egyik legjobb filmzenéjének tartják, mely 23. helyet ért el az AFI A filmzene 100 éve listáján.

## Szereplők
| Szerep          | Színész            | Magyar hang        |
| --------------- | ------------------ | ------------------ |
| Rodrigo Mendoza | Robert De Niro     | Vass Gábor         |
| Gabriel atya    | Jeremy Irons       | Szacsvay László    |
| Altamirano      | Ray McAnally       | Avar István        |
| Felipe Mendoza  | Aidan Quinn        | Rékasi Károly      |
| Carlotta        | Cherie Lunghi      | Menszátor Magdolna |
| Hontar          | Ronald Pickup      | Usztics Mátyás     |
| Cabeza          | Chuck Low          | Huszár László      |
| John Fielding   | Liam Neeson        | Rátóti Zoltán      |
| Indián fiú      | Bercelio Moya      |                    |
| Ördögűző        | Sigifredo Ismare   |                    |
| Indián főnök    | Asuncion Ontiveros |                    |
| A főnök segédje | Alejandrino Moya   |                    |
| Sebastian       | Daniel Berrigan    |                    |
| Fiatal jezsuita | Rolf Gray          |                    |
| Jezsuita        | Álvaro Guerrero    |                    |

## Cselekmény
|  | Alább a cselekmény részletei következnek! |

A film a jezsuita missziók idején játszódik, amikor a misszionáriusok a spanyol államtól függetlenül missziókat alapítottak, hogy kereszténységet tanítsanak a bennszülötteknek. Egy spanyol jezsuita pap, Gabriel atya (Jeremy Irons) történetét meséli el, aki 1767-ben bemegy a dél-amerikai őserdőbe, hogy missziót építsen, és áttérítsen egy guaraní indiánközösségét kereszténységre.
Később csatlakozik hozzá egy megtért portugál zsoldos, Rodrigo Mendoza (Robert De Niro), aki a jezsuita missziót menedéknek tekinti, ahol megbocsátást nyerhet az öccse meggyilkolásáért.
Mendoza és Gabriel megpróbálja megvédeni a közösséget a portugál kolóniák kegyetlenségeitől, amelyek megpróbálják rabszolgává tenni a guaranikat a madridi szerződés által garantált új hatalmuk segítségével. A missziót, mely egykor spanyol védelem alatt állt, átruházzák a portugálokra, miközben Vatikán (Altamirano, a pápai követ által képviselve) visszarendeli a jezsuitákat a vízesések feletti területekről.
Végül az egyesült spanyol és portugál erők megtámadják a missziót, és sok indiánt megölnek az összes pappal együtt, mivel Gabrielt és Mendozát veszélyesnek ítélik. Mendoza, aki meghal, miközben guarani gyerekeket próbál megmenteni egy hídon, végül megkapja a megváltást, amit keresett.

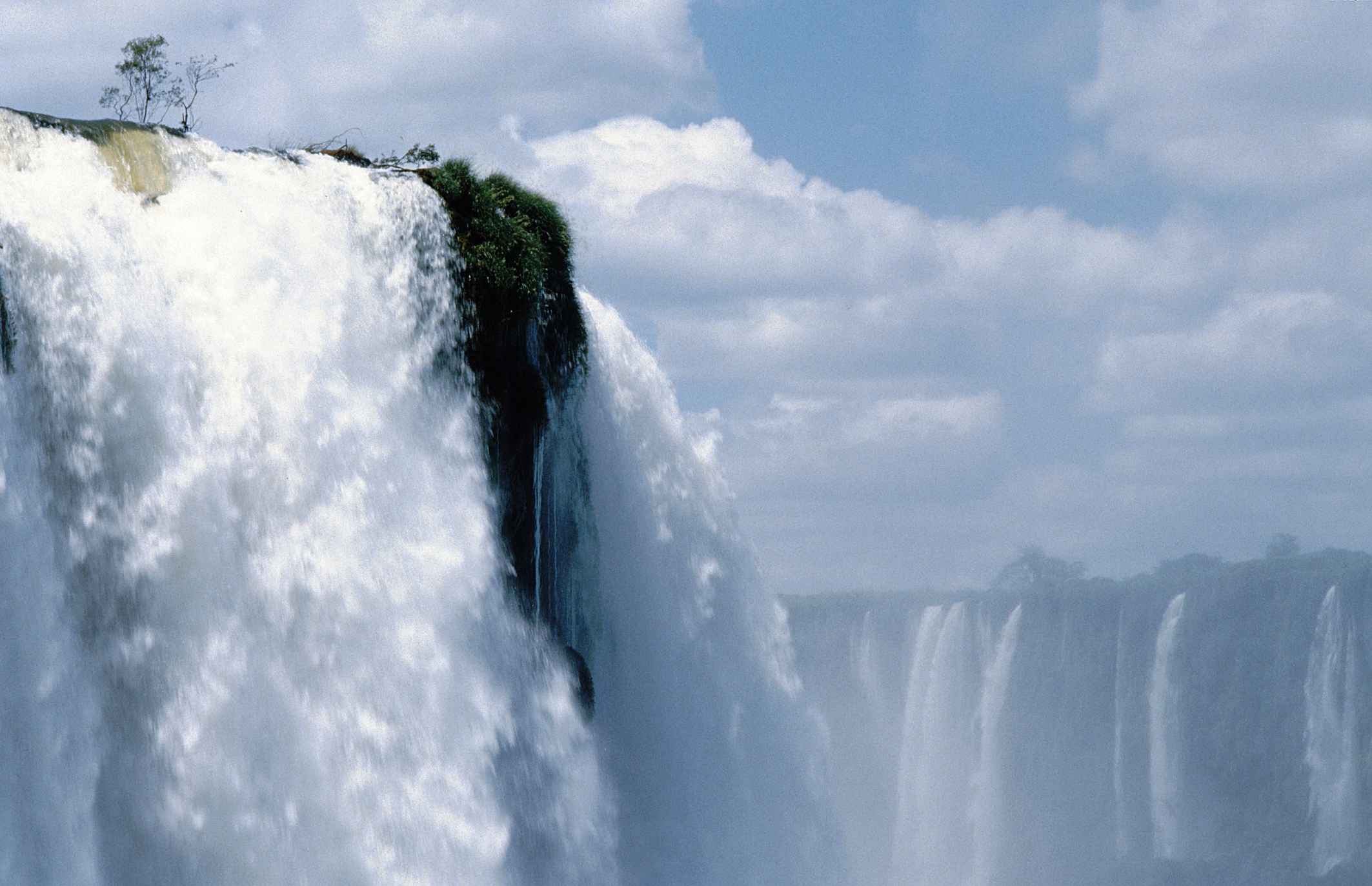
A történet nagy része az Iguazú-vízesés fölötti misszióban játszódik, ahol Gabriel atya kereszténységet tanít a guaraniknak.

|  | Itt a vége a cselekmény részletezésének! |

## Történelmi alapok
„A misszió” az 1750-es madridi szerződést körülvevő eseményeken alapul, melyben Spanyolország átengedte Portugáliának a jezsuita Paraguay egy részét. A film mesélője, „Altamirano” 1758-ban utólagos bölcsességgel beszél megfelelve a valódi Luis Altamirano andalúziai jezsuita atyának, akit 1752-ben Paraguayba küldtek, hogy területeket ruházzon át Spanyolországtól Portugáliának. Hét misszió átadását felügyelte a Río Uruguay déli és keleti részén, melyeket guaranik és jezsuiták építettek az 1600-as években. „Kártérítésképpen” Spanyolország minden missziónak 4000 pezót ígért, azaz kevesebb mint egy pezót a hét misszió mindegyik, kb. 30 000 guaranijának, miközben a megművelt földeket, az állatállományukat és az épületeket legkevesebb 7–16 millió pezóra becsülték. A film tetőpontja az 1754–56-os guarani háború, mely alatt a történelmi guaranik otthonaikat védelmezték a madridi szerződést teljesítő spanyol-portugál erőktől. A filmhez újra felépítették a hét misszió egyikét, a São Miguel das Missõest.
A filmben szereplő vízesés kapcsolatot sugall ezen események és a régebbi missziók története között, melyeket 1610 és 1630 között alapítottak a Río Paranapanemán, a Guairá-vízesés felett, ahonnan paulói rabszolgaportyák menekülni kényszerítették a guaranikat és a jezsuitákat 1631-ben. A csata a film végén felidézi az 1641-es nyolcnapos mboboréi csatát, melyet egyaránt vívtak szárazon és vízen, csónakokban, s melyben a jezsuiták által szervezett, felfegyverkezett guarani erők megállították a paulói portyázókat.

## Fontosabb díjak, jelölések

### Golden Globe-díjak (1987)
- jelölés: Golden Globe-díj a legjobb filmdrámának

### Oscar-díjak (1987)
- díj: legjobb operatőr
- jelölés: legjobb film
- jelölés: legjobb jelmeztervezés
- jelölés: legjobb rendező
- jelölés: legjobb vágás
- jelölés: legjobb eredeti filmzene

### Cannes-i Nemzetközi Filmfesztiválon(1986)
- díj: Arany Pálma (Roland Joffé)
- díj: Technikai Nagydíj (Roland Joffé)

### Kansas City Film Critics Circle Awards (1987)
- díj: legjobb film

## Érdekességek
- Jeremy Irons szintén jezsuita papot játszott Aramis szerepében a Vasálarcosban.
- A 2006-os Holiday című filmben Miles (Jack Black) felkapja A misszió kétlemezes DVD kiadását egy videotékában, azt bizonygatva, hogy Irisnek (Kate Winslet) meg kellene néznie csodálatos zenéje miatt.

## Lásd még
- São Miguel das Missões (a filmben „San Miguel-misszió” néven szerepel)
- Guaraní indiánok
- Jezsuiták
- Iguazú-vízesés